# 勝楽寺 (神奈川県愛川町)
勝楽寺（しょうらくじ）は、神奈川県愛甲郡愛川町にある曹洞宗の寺院。

## 歴史
1544年（天文13年）、内藤秀行の開基である。内藤秀行は田代城の城主であり、墓も当寺にある。
当寺の山門は、当地に住む宮大工によって造営された。この宮大工は日光東照宮の造営にも関わった高い技術を持っており、当時の棟梁が親子二代かけて造営したものである。
当寺は、遠江国引佐郡奥山村（現・静岡県浜松市浜名区）の方広寺の半僧坊大権現を勧請したことから、「田代半僧坊」とも呼ばれている。
- 山門
- 半僧坊

## 文化財
- 勝楽寺の山門（愛川町指定建造物 昭和54年7月1日指定）[3]

## 交通アクセス
- 路線バス半僧坊前停留所より徒歩3分。